# Elsword Sieghart
Elsword Sieghart é um personagem fictício, protagonista do jogo Elsword. Em combate desfere golpes poderosos e muitas vezes pesados que possuem alcance curto. Em compensação, Elsword possui o maior ataque físico de todo o jogo, assim como a maior velocidade horizontal em campo dentre os três personagens iniciais.

## História
Desde pequeno, Elsword sempre foi muito pressionado pelas expectativas que sua irmã Elesis, a líder dos Cavaleiros Vermelhos, tinha sobre ele. O garoto de cabelos vermelhos passava a maior parte de seu tempo treinando na floresta com o intuito de um dia ter sua força reconhecida por ela, mas antes que isso  pudesse ocorrer ela partiu em uma missão e nunca mais voltou à vila.
Elsword então decidiu se tornar líder de uma das equipes de busca ao El do reino de Velder e se fortalecer ao ponto de poder enfrentar sua irmã de igual para igual. Assim, passou a viajar por Elios em busca das sagradas pedras de El que dão vida ao mundo e de inimigos cada vez mais fortes. Um dia encontraria novamente sua irmã, e neste momento ele deveria ser forte o suficiente para ser digno de lutar com ela.

## Classes

### Cavaleiro Duelista
O Cavaleiro Duelista é a 1ª linha de evolução do 1º Caminho do Elsword. Utiliza como arma uma espada.
Cavaleiros Duelistas são os guerreiros leais a Velder peritos na arte da espada, que lutam para proteger o reino de qualquer ameaça. São cavaleiros nobres que juram brandir suas armas somente pela justiça.
Elsword sempre foi um exemplo de persistência, e não iria desistir tão cedo de se tornar tão forte quanto sua irmã. Passa a criar então novos meios de utilizar a arte da espada que ela lhe ensinou e com a ajuda do povo de Elder desenvolve suas habilidades ao ponto de ser conhecido como tal: um Cavaleiro Duelista.
Em combate desfere sequências rápidas de golpes físicos que permitem à classe prender oponentes por um longo tempo com facilidade.

### Lorde
O Lorde é a 1ª linha de evolução do 2º Caminho do Elsword. Utiliza como arma uma espada.
Afim de se aprofundar ainda mais no estilo de luta que sua irmã utilizava, Elsword pede à Vanessa, capitã da armada de Velder, que lhe mostre meios de se tornar ainda mais forte. Uma vez passado o teste árduo proposto pela guerreira, Elsword se torna um cavaleiro ainda mais poderoso e passa a ser respeitado por todo o reino, que lhe concede o título de Lorde — o cargo mais alto dentre os membros da guarda.
Ainda teimoso, mas muito mais maduro e sério do que antes, Elsword trilha como Lorde um caminho árduo, ainda à sombra da força de sua irmã que lhe deixou sozinho há anos. Nesta classe, o garoto de cabelos vermelhos se torna um jovem quieto e reservado, mas que luta com garra na hora de proteger os seus companheiros.
Em combate passa a prender inimigos com ainda mais facilidade e se torna capaz de minimizar o dano recebido em batalha. Suas habilidades na arte da espada e sua técnica ao proteger seus amigos fazem jus à expectativa de sua irmã.

### Cavaleiro Arcano
O Cavaleiro Arcano é a 2ª linha de evolução do 1º Caminho do Elsword. Utiliza como arma uma espada.
Enquanto luta por Elios, Elsword começa a notar um ponto fraco no estilo de luta de sua irmã que antes havia passado despercebido, ofuscado pela estima que ele tinha pela cavaleira: Como lutador puramente físico, é muito vulnerável a ataques mágicos. Quando chegou a Elder, procurou a ajuda de Echo e esta lhe apresentou uma solução formidável para o seu problema: aprender a se defender de guerreiros mágicos se tornando um deles.
Assim, após um ritual, Elsword passou a dominar o fluxo de energia em seu corpo e usá-lo em batalha. É raro para o povo ver um jovem disposto a se especializar em um estilo híbrido de habilidade física e poder mágico, principalmente dentre os cavaleiros de Velder. Portanto, o garoto chama a atenção das multidões e passam a chamá-lo de Cavaleiro Arcano.
Em combate utiliza MP para conjurar poderosas bolas de fogo junto a seus golpes, tornando o personagem um pouco mais versátil. Todas as suas habilidades se focam em dano mágico, assim como as suas bolas de fogo.

### Cavaleiro Rúnico
O Cavaleiro Rúnico é a 2ª linha de evolução do 2º Caminho do Elsword. Utiliza como arma uma espada.
Fascinado pelo novo poder que obteve, Elsword decide aprimorar ainda mais as suas habilidades mágicas, e pede a ajuda de Vanessa em Velder para que possa fazê-lo. Esta lhe apresenta uma nova forma de canalizar a mana que flui dentro de seu corpo — através de runas. O Cavaleiro Arcano passa então a usar o poder de símbolos mágicos ao invés de suas antigas bolas de fogo, e passa a ser conhecido por todos como Cavaleiro Rúnico.
Como Cavaleiro Rúnico, Elsword se liberta um pouco do fardo que carregava — a constante busca pela aprovação de sua irmã. Não mais preso ao estilo que a temida líder dos Cavaleiros Vermelhos lhe ensinou, o jovem espadachim passa a trilhar seu próprio caminho e a levar uma vida muito mais tranquila enquanto luta não por aprovação ou por força, e sim para encontrar sua querida irmã.
Passa a utilizar em combate grandes runas circulares ao invés de suas bolas de fogo, atravessando mais inimigos. Suas novas habilidades mágicas dão à classe a possibilidade de diminuir o potencial do inimigo e aumentar o próprio durante a luta, afim de causar grandes estragos.

### Cavaleiro Artífice
O Cavaleiro Artífice é a 3ª linha de evolução do 1º Caminho do Elsword. Utiliza como arma uma espada.
Em uma de suas aventuras, Elsword encontrou um tesouro antigo escondido: uma bainha chamada Cornwell, imbuida pelo seu criador com o poder de invocar uma lâmina mágica para auxiliar guerreiros em combate. Com este poder em mãos, e já sentindo a algum tempo a necessidade de aprimorar seu estilo de luta, Elsword passa a portar duas lâminas ao mesmo tempo e causar grandes estragos em seus inimigos.
Não leva tempo até que o guerreiro da espada mágica começa a chamar a atenção do povo, que passa a se referir a ele como Cavaleiro Artífice em homenagem aos guerreiros de contos antigos que lutavam com armas mágicas.
Em combate o personagem invoca a espada mágica no meio de combos para criar sequências com uma grande quantidade de golpes afim de estraçalhar o inimigo com agilidade e fluidez.

### Insurgente
O Insurgente é a 3ª linha de evolução do 2º Caminho do Elsword. Utiliza como arma uma espada.
Após diversas lutas pelo continente de Elios portando a sua fiel lâmina mágica, Elsword percebe que ela não só é capaz de destruir com facilidade monstros infectado pelo El das trevas como estava também absorvendo e acumulando a energia negra destes. O espírito da bainha então entra em contato com Elsword e lhe conta que o El das trevas é o que dá força à Cornwell, e que para usar seu potencial ao máximo será necessário que ele consiga utilizar essa energia sem se deixar ser corrompido por ela.
Elsword aceita o risco e toma toda a energia absorvida pela lâmina para si. Eleva então o potencial da Cornwell ao máximo e agora consegue invocar não somente uma, mas infinitas lâminas para lhe auxiliar em combate. Passam a chamá-lo então de Insurgente, aquele que fez das trevas sua ferramenta.
Em combate desfere belas sequências de golpes com lâminas que voam em direção a seus inimigos, retalhando-os com inúmeros golpes.

## Sistemas Exclusivos

### Trilha do Espadachim
A Trilha do Espadachim é um sistema exclusivo dos irmãos Elsword e Elesis que concede a eles as auras de Destruição e de Vitalidade (Elsword) ou de Aniquilação e Ventania (Elesis) durante o combate.
Elsword conta com uma barra extra em sua interface, que se encontra logo abaixo de sua barra de MP e que pode encher em azul (Vitalidade) ou vermelha (Destruição) dependendo dos golpes e habilidades que o jogador utiliza em combate.
Golpes de destruição enchem a barra com vitalidade, e golpes de vitalidade enchem a barra com destruição. uma vez a barra cheia, a aura correspondente será ativada e o personagem será beneficiado por ela.
Aura da Destruição:
- Habilidades e golpes destrutivos desferem dano dobrado enquanto a aura estiver ativa;
- Ao ser acertado o dano recebido será anulado, os adversários ao redor serão derrubados e será ativado o efeito Super Armadura no personagem por algum tempo. Existe um tempo de espera de alguns segundos para esse mesmo efeito poder ser ativado novamente.

Aura da Vitalidade:
- Aumenta drasticamente as velocidades de movimento, pulo e ataque do personagem enquanto a aura estiver ativa;
- Combos e habilidades de vitalidade passam a recuperar mais MP por hit;
- Habilidades de vitalidade passam a consumir 30% menos de MP para serem utilizadas.